# Греческий торговый флот в Первой мировой войне
Греческий торговый флот (греч.  Ελληνικός Εμπορικός Στόλος ) по политическим причинам был участником Первой мировой войны значительно дольше чем ВМФ Греции. Торговый флот стал участником войны примерно за три года до вступления Греции в войну, и продолжил оказывать содействие греческой армии и флоту в Украинском и Малоазийском походах в последующие четыре года после окончания войны. Несмотря на то, что в Первую мировую войну греческие судовладельцы потеряли 2/3 своих судов, в основном в результате деятельности немецких подводных лодок, после окончания военного десятилетия греческий торговый флот быстро оправился от потерь и сумел с одиннадцатого места, которое он занимал в мировом судоходстве в начале Первой мировой войны, выйти к началу Второй мировой войны на четвёртое место в мире.

Морской флаг Королевства Греции (1863—1924 гг.).

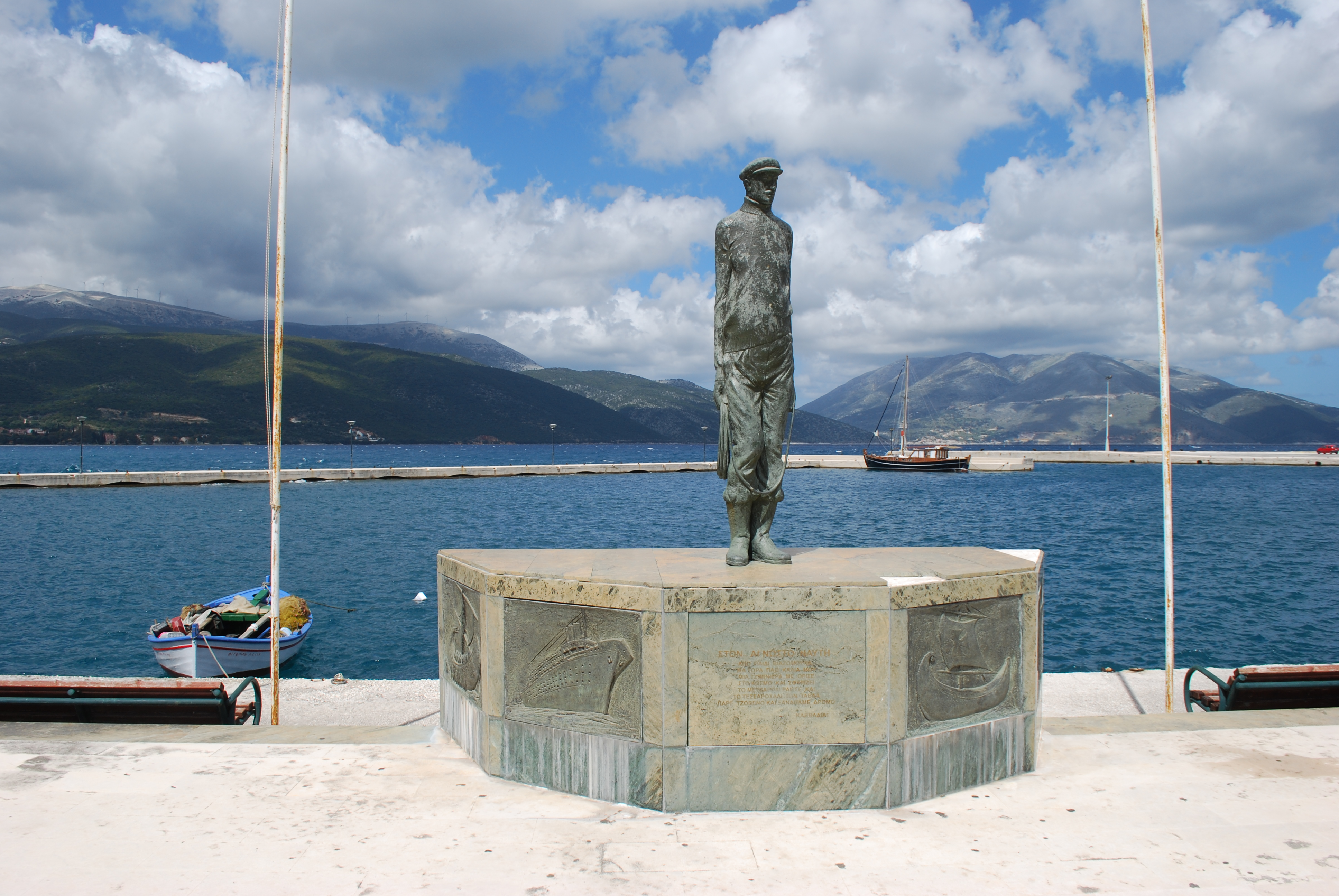
Памятник неизвестному моряку. Сами, остров Кефалония.

## Предыстория
Историк И. Илиопулос отмечает, что участие греческого торгового флота в войне отвечает тезису американского военно-морского теоретика, контр-адмирала А. Мэхэна, что морская мощь нации является суммой военно-морского и торгового флотов. Илиопулос отмечает, что и в древности «великое государство моря» Афин (Фукидид) являлось суммой потенциалов афинского военного и торгового флота и что Афины располагали тогда около 600 торговыми судами.
К началу XX века, когда греческий торговый флот в своём огромном большинстве уже состоял из пароходов, территория Греческого королевства составляла менее половины сегодняшней территории страны. Королевство располагало немногими морскими центрами, самыми большими из которых были Пирей и Эрмуполис на острове Сирос. Многие греческие морские центры по прежнему оставались на территории Османской империи. Кроме этого, многие греческие судовладельцы обосновались и оперировали из заграничных морских центров — Лондона, Одессы, Марселя, Галаца, Александрии и Нью-Йорка. Балканским войнам (1912—1913) было суждено сформировать совершенно другую картину.
В начале 1912 года премьер министр Греции Э. Венизелос уже продвинулся к реализации ирредентистких планов. К этому периоду греческое паровое судоходство насчитывало 350 пароходов. Обстоятельства по прежнему поощряли его дальнейшее развитие и к сентябрю 1912 года, перед началом Первой Балканской войны, ещё 40 пароходов под греческим флагом прибавилось к первоначальным 350 судам.
За несколько дней до начала войны, 20 сентября 1912 года, греческое правительство мобилизовало торговые суда находившиеся в Пирее, продолжило мобилизацию судов в других портах страны и, одновременно, дало указание судам находившимся за границей в обязательном порядке вернутся в Грецию.

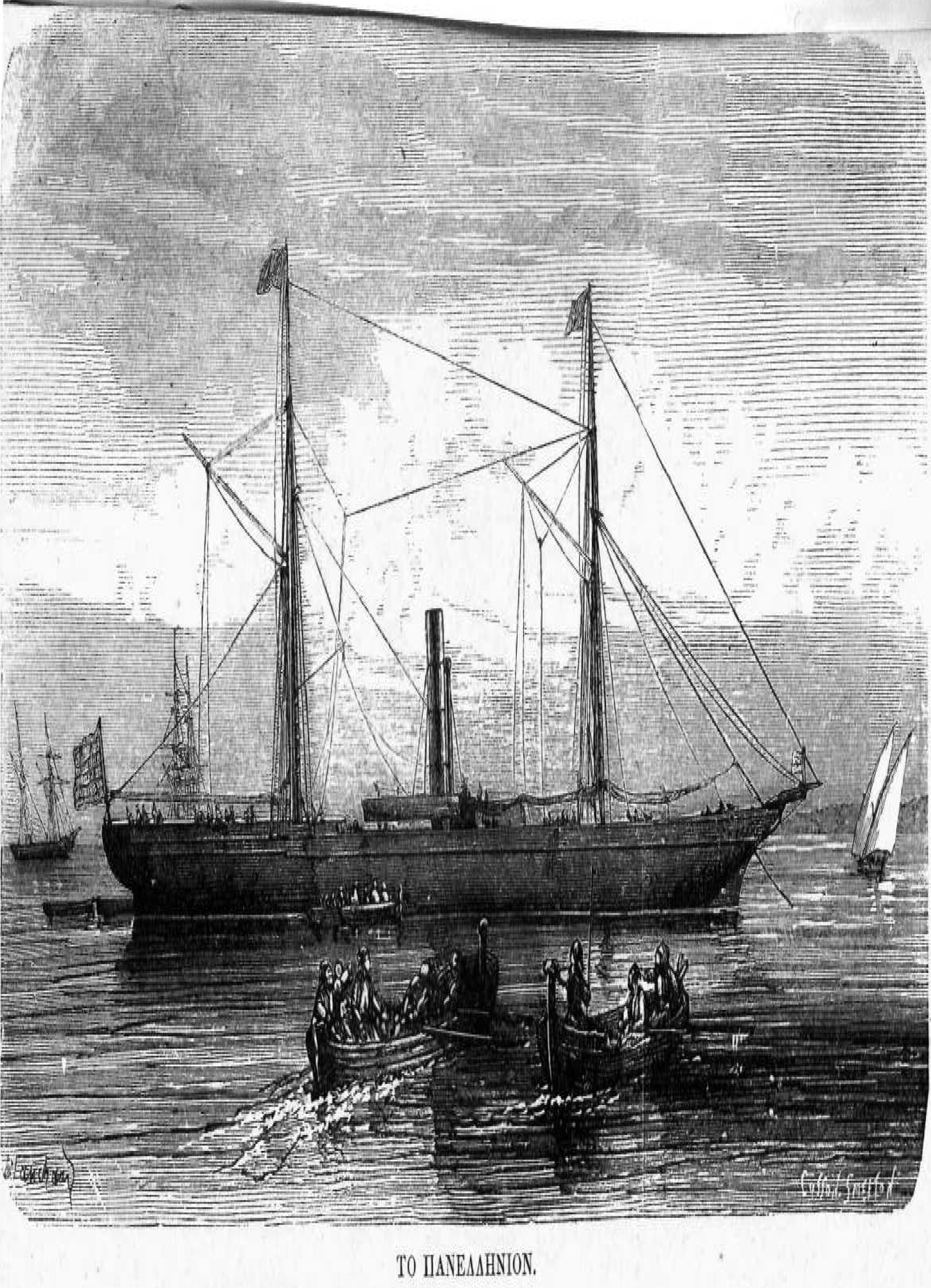
Пароход Панэллинион, участник Критского восстания 1866 года и Балканских войн. Подорвался на мине или был потоплен подводной лодкой в Первую мировую войну.

Среди мобилизованных судов, многие из которых впоследствии были вновь мобилизованы в Первую мировую войну, были ветеран Критского восстания 1866 года «Панэллинион», постройки 1856 года, ветераны участники греко-турецкой войны 1897 года пароход «Микали», ставший войсковым транспортом, и пассажирский пароход «Иония», ставший плавучим госпиталем. Пассажирские суда «Аркадия», «Эсперия», «Македония» и океанский пассажирский лайнер «Афины» стали вспомогательными крейсерами. На «Аркадии» 24 октября 1912 года в освобождённую греческой армии столицу Македонии, город Фессалоники прибыл её первый греческий гражданский правитель.
Однако перед началом войны, никто из ответственных чиновников не подумал уведомить пароходы находившиеся в портах Османской империи срочно покинуть их. Как следствие, турки, нарушая Международное право, арестовали эти суда задолго до объявления войны. В результате, страна не только лишилась участия этих судов в национальных усилиях, но они были мобилизованы и включены в силы противника. К концу войны 40 из этих судов были отведены в Константинополь и оставались там до завершения войны.
В результате побед греческой армии и военно-морского флота в Балканских войнах, в состав страны был возвращён ряд территорий, которые на протяжении многих веков находились под османским игом.

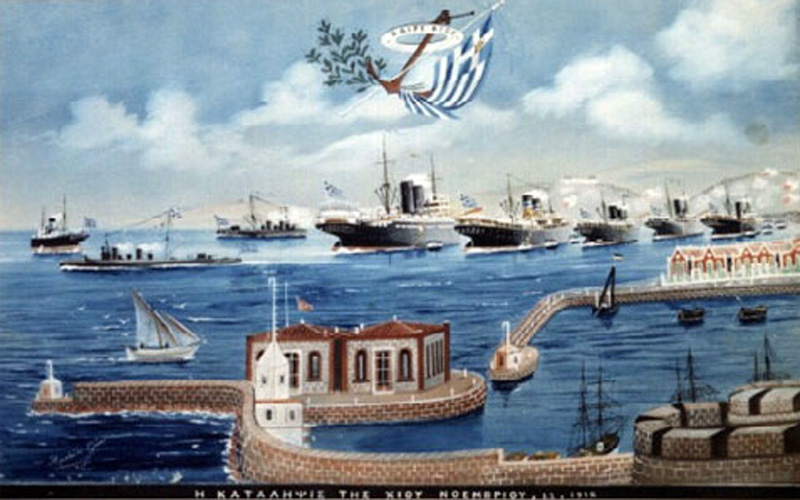
Художник Гликас, Аристидис Освобождение Хиоса. (1912)

Среди них были и острова Хиос и близлежащий Инуссес, которым было суждено сыграть огромную роль в процессе развития греческого торгового флота. Эти два острова уже середины XIX века дали моряков, многие из которых стали ведущими судовладельцами в мировых масштабах.
Вклад торгового флота в исход войны был по достоинству оценён премьер министром страны Э. Венизелосом и командующим военно-морского флота адмиралом П. Кунтуриотисом. Они убедились в неоценимой роли торгового флота для быстрой переброски дивизий с македонского фронта в Эпир, а затем для их своевременной переброски назад, в Македонию, перед самым началом войны с болгарами. Огромной была роль судов торгового флота для поддержки десантных операций в прибрежных регионах и в освобождении островов Эгейского моря, а также для осуществления мобилизации и снабжения армии, в силу полуостровной/островной географии страны.

## Между Балканскими и Первой мировой войной
Уже во время Балканских войн, у группы судовладельцев, возглавляемых идриотом Гикасом Кулурасом, созрела идея создания Союза Греческих Судовладельцев. В то время большинство судовладельцев были одновременно капитанами своих пароходов, а у большинства немногочисленных судоходных компаний офисы находились в Великобритании, в основном в Лондоне, Кардиффе и Ньюкасле. В силу этого, на тот момент, идея Союза судовладельцев не получила продолжения.
К сентябрю 1914 года, когда началась Первая мировая война, к уже приписанным к греческим портам судам прибавилось ещё около 100 пароходов.

## Торговый флот нейтральной Греции — создание Союза Греческих Судовладельцев

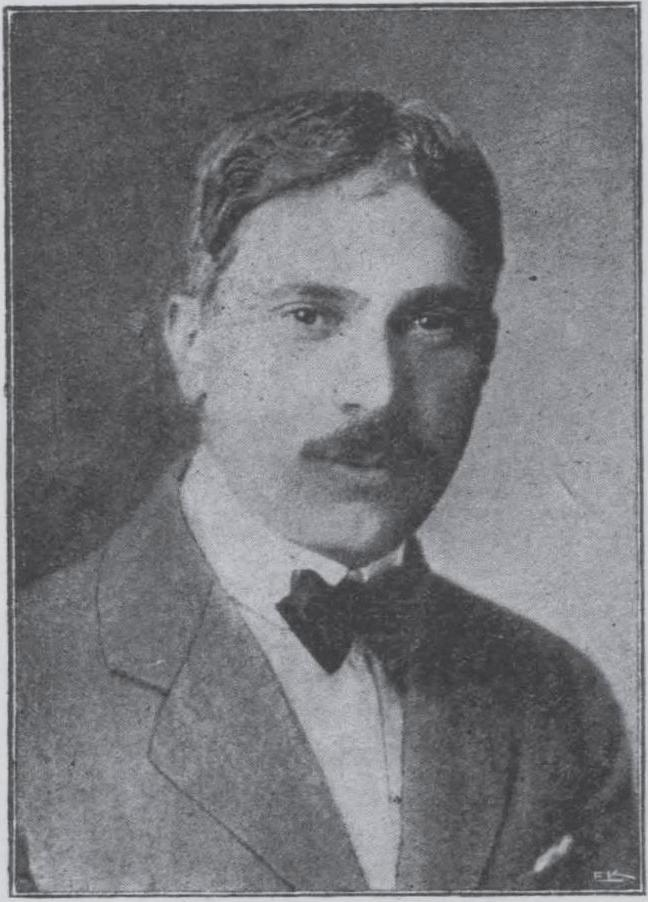
Андреас Эмпирикос. Первый президент Союза Греческих Судовладельцев.

Результатом острых разногласий премьера Венизелоса с королём Константином относительно геополитической ориентации страны было то, что длительное время после начала войны Греция оставалась нейтральной. К марту 1915, греческие судовладельцы были владельцами до 500 пароходов, что ставило греческий торговый флот на одиннадцатое место в мире. Греческий торговый флот на тот момент имел отличные перспективы для дальнейшего роста.
Однако, поскольку конфронтация правительства и королевского двора углублялась, обстановка в греческом судоходстве стала кардинально меняться.
Не ощущая существенного интереса со стороны государства, в котором господствовала политическая нестабильность, и при отсутствии коллегиального органа, который бы мог способствовать решению беспрецедентных вопросов ежедневно ставившихся войной, многие греческие судовладельцы, под влиянием непрерывного роста стоимости судов, начали продавать их один за другим.
Решение судовладельцев ещё больше усилила угроза немецких подводных лодок, которые начали атаковать и нейтральные греческие суда. Среди первых потерь был ветеран «Панэллинион», затонувший у острова Имврос недалеко от входа в Дарданеллы, при этом до сих пор не выяснено, наскочил ли пароход на мину или был торпедирован подводной лодкой. Потеря пассажирского океанского лайнера «Афины» у американского побережья 19 сентября 1915 года не была связана с военными действиями, а была результатом пожара.
В том что касается продаж судов, за несколько месяцев, прежде чем греческое правительство осознало огромный ущерб и запретило продажи, греческое судоходство потеряло более 100 судов. Между тем, резкий рост фрахтовых ставок по причине войны принёс греческим судовладельцам огромные прибыли. Одновременно, значительное увеличение транспортных издержек чрезмерно повлияло на цены импортируемых товаров, в результате чего, впервые в истории современной Греции, в стране возникла неприязнь по отношению к греческим судовладельцам.
Развитие событий привело к возрождению идеи о создании органа, с целью коллективного решения вопросов касающихся морского флота. Так 16 февраля 1916 года в Пирее был создан Союз Греческих Судовладельцев (Эноси Эллинон Эфоплисто́н — Ένωσις Ελλήνων Εφοπλιστών), в котором первым президентом стал Леонидас А. Эмпирикос. Все учредители Союза были в числе ярых сторонников партии Венизелоса, и в период Национального раскола. последовали в македонскую столицу, город Салоники, где Венизелос сформировал своё правительство.

## Торговый флот Греции Венизелоса
30 августа 1916 года в результате Национального раскола в Македонии «Движение Национальной Обороны» (греч. Κίνημα της Εθνικής Αμύνης) сторонников Венизелоса сформировало второе временное правительство Греции. Страна, в начале её северная часть, находившаяся под контролем правительства Венизелоса, вступила в войну на стороне Антанты.

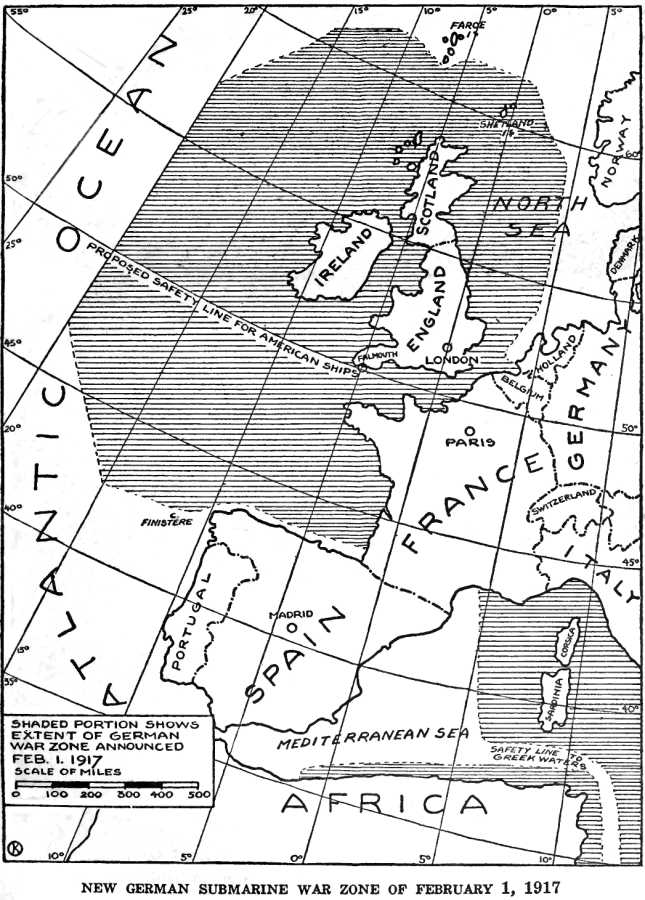
Зона деятельности немецких подводных лодок объявленная 1 февраля 1917 года. Отмечен безопасный коридор для доступа в греческие воды.

Греческий флаг перестал быть нейтральным. Однако на карте военных зон для немецких подводных лодок, объявленной 1 февраля 1917 года, южнее Италии всё ещё существовал безопасный коридор для доступа в греческие воды.
С другой стороны, с вступлением Греции в войну, эпицентр греческого морского бизнеса перешёл в Великобританию, где уже находилось достаточно большое число офисов греческих судовладельческих компаний. Все греческие торговые суда были зафрахтованы британским правительством, но с однозначно более низкими фрахтовыми ставками, по сравнению с существовавшими на тот момент на свободном фрахтовом рынке. В числе исключений был греческий пассажирский океанский лайнер «Василевс Константинос», который с 1917 года был зафрахтован французским правительством и в течение двух лет совершал трансатлантические рейсы.
Одновременно были наложены ограничения на размер страхового возмещения, выплачиваемого в случае утраты судов по причине военных действий.

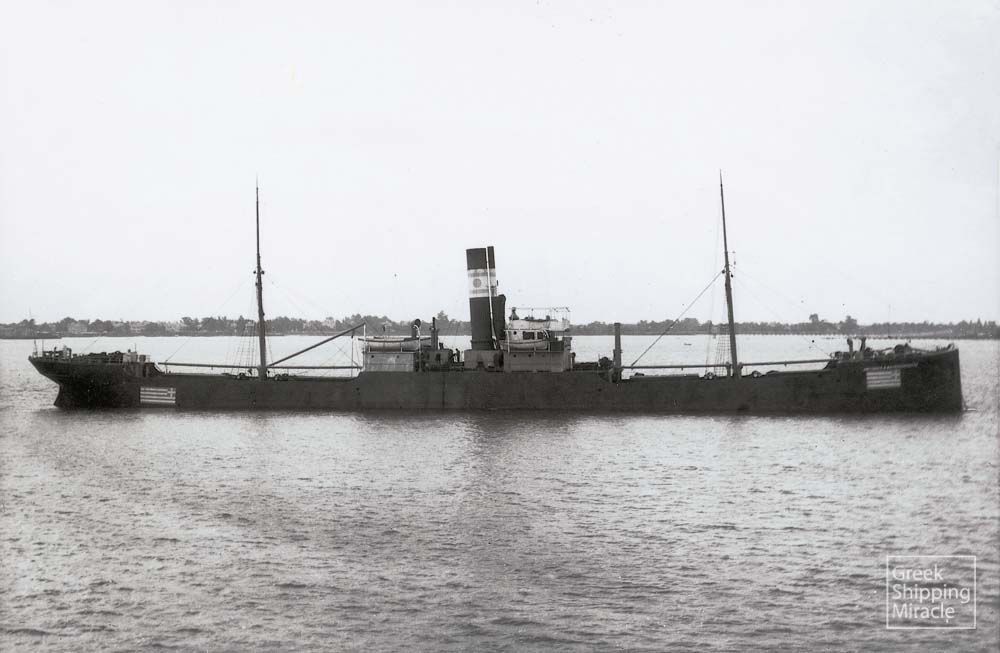
Пароход «Антониос М. Маврогордатос» фирмы А. М. Маврогордатос. Потоплен немецкой подводной лодкой 17 июня 1917 года.

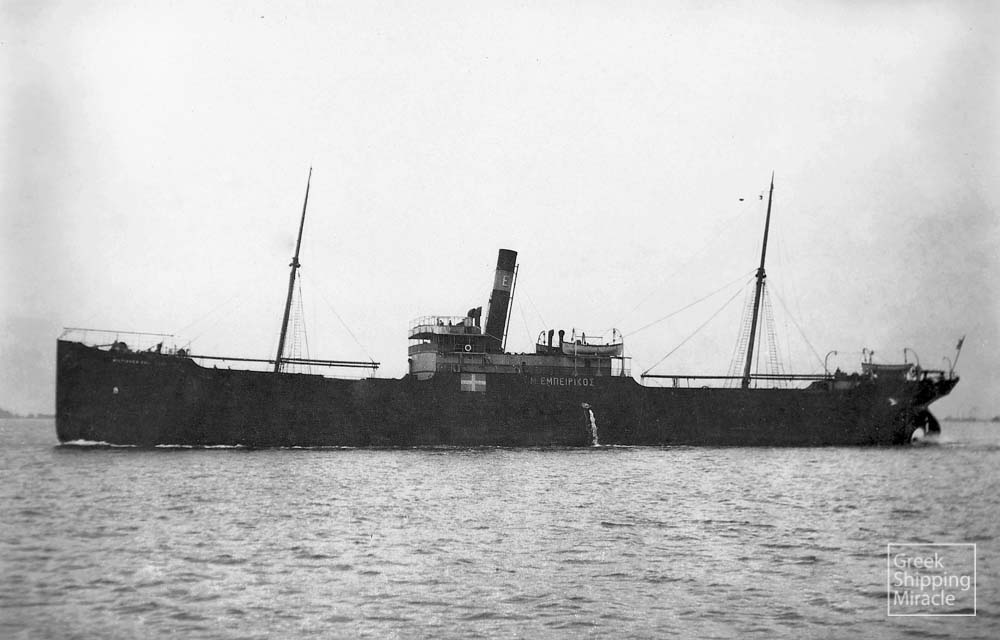
Пароход «Милтиадис Эмпирикос» фирмы Г. М. Эмпирикоса. Потоплен немецкой подводной лодкой 1 июля 1917 года между Сардинией и Тунисом.

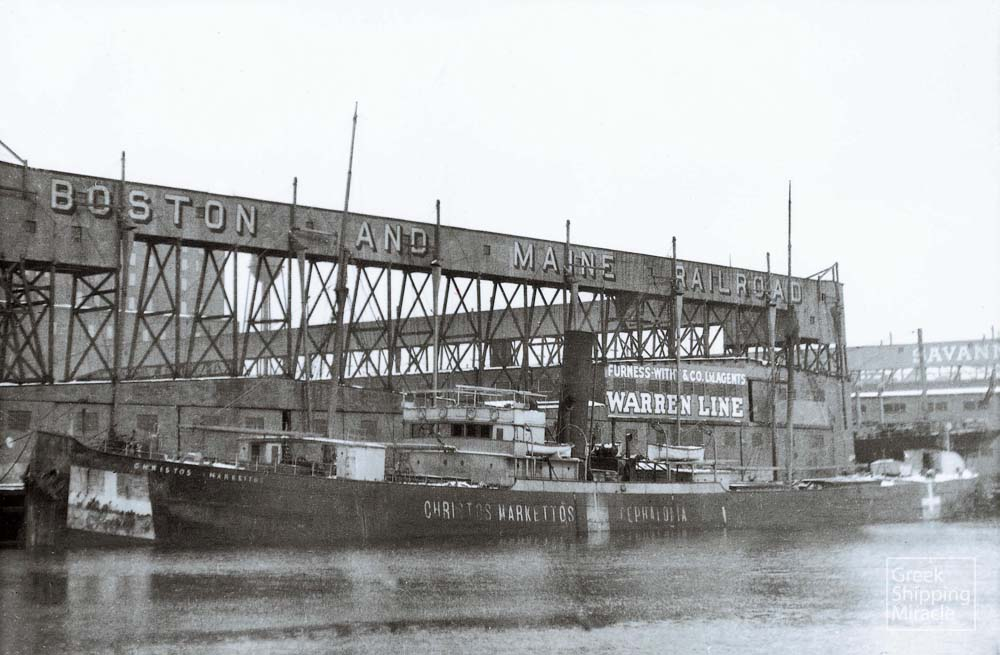
Пароход «Христос Маркеттос» фирмы К. П. Маркеттос. Потоплен немецкой подводной лодкой 2 января 1918 года у полуострова Корнуолл.

В течение короткого промежутка времени, греческий торговый флот, суда которого были предоставлены для опасных перевозок угля из Великобритании на Средиземное море и из Средиземноморья в Британию с грузами руд, был близок полному уничтожению в результате действий немецких подводных лодок. Греческий торговый флот стал пятым в ряду пострадавших от деятельности немецких подводных лодок, потопивших за годы войны в общей сложности 272 греческих торговых судов.
С окончанием войны, греческий торговый флот, зафиксировав относительно наибольшие потери по сравнению с другими торговыми флотами, сократился в такой степени, что нисколько не напоминал мощный флот 1915 года. Тем не менее, греческие судовладельцы в целом получили исключительно высокую прибыль от продаж, страховых возмещений и фрахта своих пароходов, в особенности в нейтральный период 1915 и 1916 годов. Возникла возможность осуществления инвестиций для приобретения новых судов, с которыми греческие судовладельцы могли бы вернуться, будучи конкурентоспособными, на международный морской рынок.
Однако в ноябре 1917 года греческое правительство наложило экстренные налоги — причём задним числом и на прошедшие фискальные года — на все доходы полученные торговым флотом от эксплуатации судов, начиная с 1915 года, а также и от гудвилла, возникшего либо от продажи судов, либо от страхового возмещения от утраченных судов.
Венизелос, из чисто оборонных соображений, стремился к тому чтобы страна как можно быстрее вновь приобрела значительный флот и включил в закон специальное положение. Закон предусматривал возвращение налога судовладельцам, которые в течение 5 лет с окончания войны (затем срок был сокращён до 2 лет) купят или построят новые суда, взамен тех что были проданы или возмещены страховщиками. Это положение привело многих судовладельцев к поспешному решению инвестировать бо́льшую часть своих доходов в совершенно неподходящее время, с катастрофическими результатами для большинства из них, но и качественной деградацией торгового флота в ближайшие годы.

## Конец войны — продолжение войны

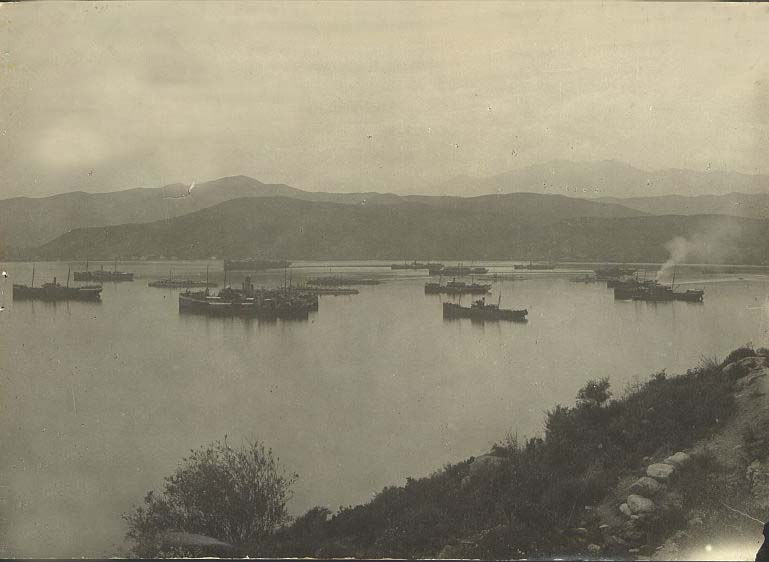
Отход конвоя греческих судов с Первой дивизией на борту из Элефтера, Восточная Македония на Смирну

С окончанием мировой войны Греция оказалась в лагере победителей, но в конечном итоге не сумела извлечь существенной выгоды из решения Венизелоса вступить в войну на стороне Антанты.
По окончании войны, Греция была вовлечена Антантой в кратковременный Украинский поход в поддержку Белого движения в России и, сразу затем, в Малоазийский поход (1919—1922). Суда торгового флота были задействованы для переброски греческих дивизий на юг России и в Малую Азию и для последующего снабжения Малоазийской экспедиционной армии.
Однако победа монархистов на выборах ноября 1920 года, нанесла неожиданный и страшный удар внешнеполитическим позициям Греции и стала роковым событием для греческого населения Малой Азии. Возвращение в Грецию германофила короля Константина послужило поводом прекращения финансовой помощи союзников и предоставления кредитов.
Правительство монархистов продолжило войну в политической изоляции. Результатом действий монархистов стала Малоазийская катастрофа и потеря уже было возвращённых территорий в Восточной Фракии и Малой Азии.
Суда торгового флота были задействованы для эвакуации из Малой Азии армейских частей и сотен тысяч беженцев.

## Межвоенный период — восстановление торгового флота

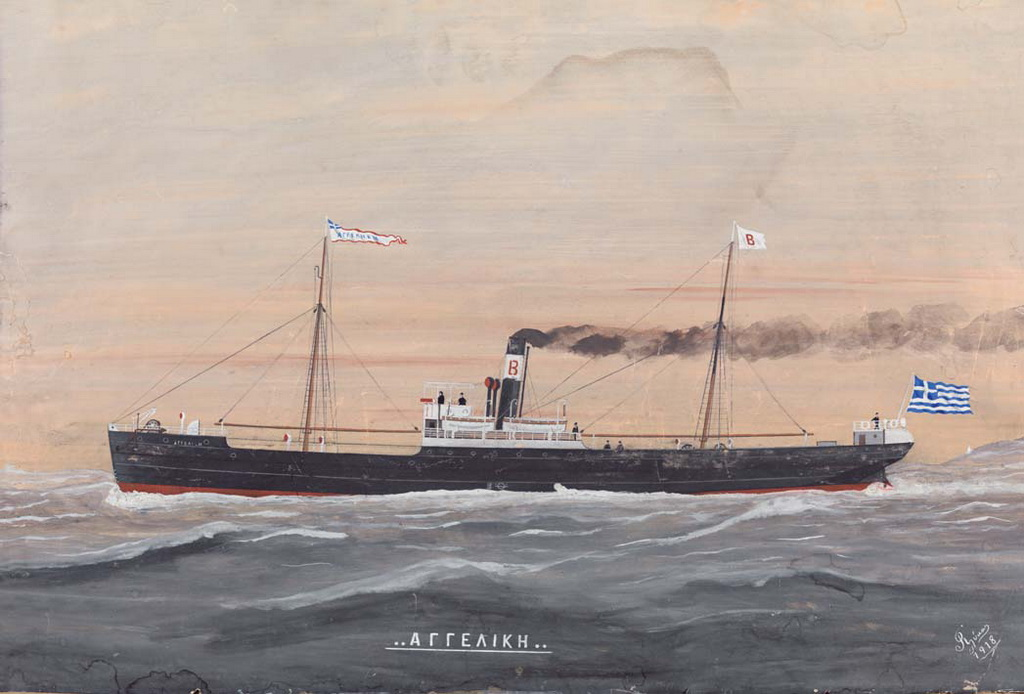
Художник Гликас, Аристидис Пароход «Ангелики». (1918)

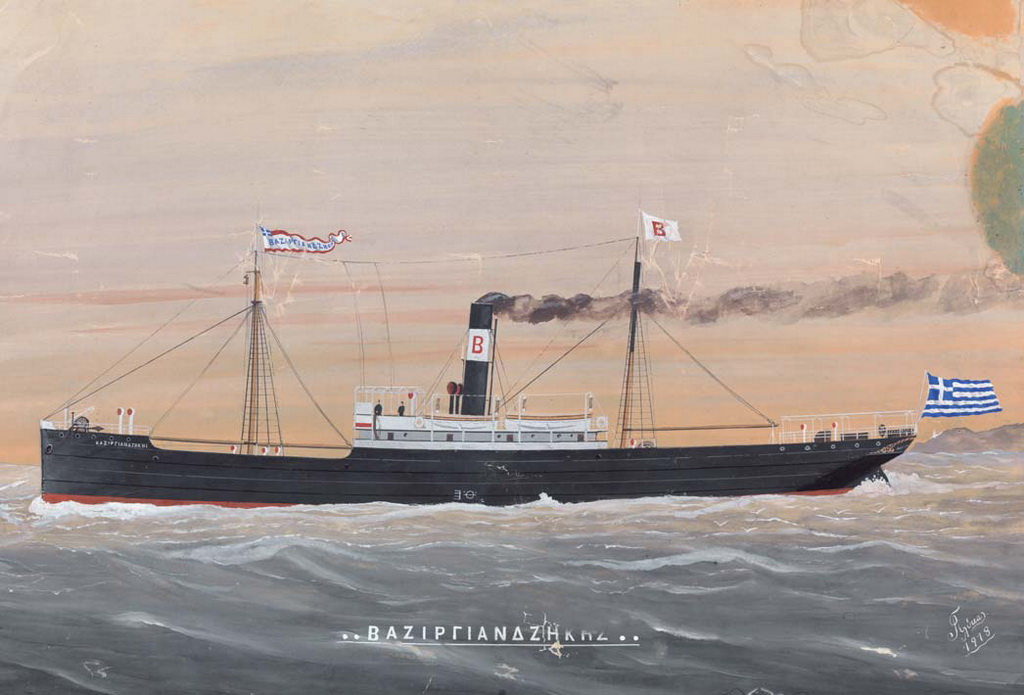
Художник Гликас, Аристидис Пароход «Вазиряндзикис». (1918)

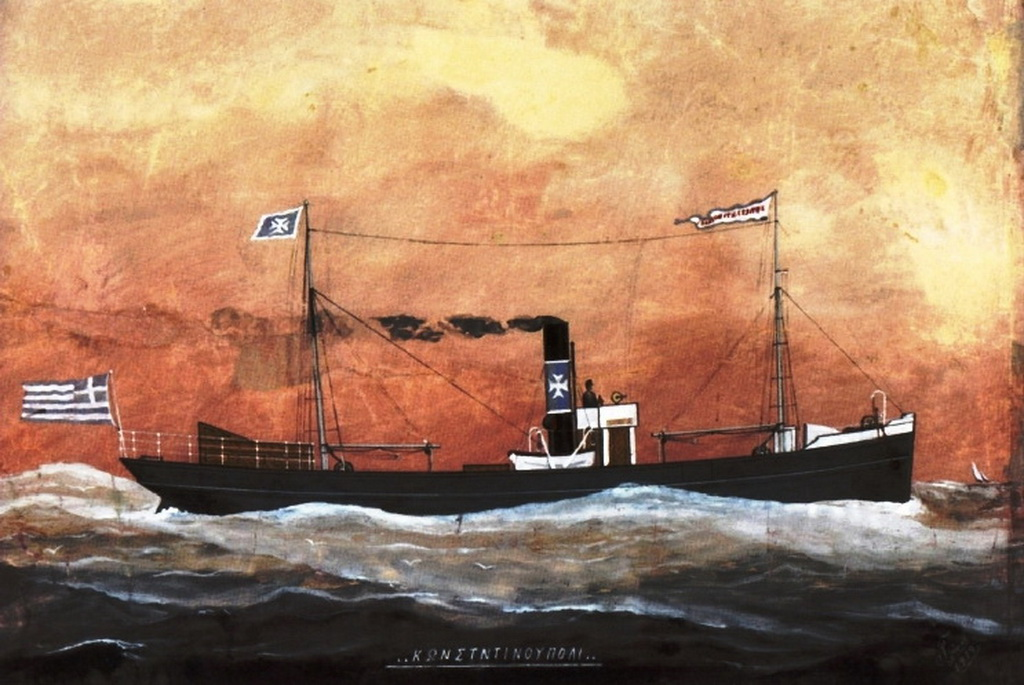
Художник Гликас, Аристидис Пароход «Константинополь». (1919)

Для греческого торгового флота геополитические потрясения означали, кроме прочего, потерю многих исторических морских центров. Прежде всего, с установлением в России советской власти, для греческих судоходных и банковских компаний были утеряны Одесса, Таганрог и другие морские центры юга России. Малоазийская катастрофа означала не только потерю греческими судоходными и банковскими компаниями таких морских центров как Константинополь, Смирна и Трапезунд, но и выкорчёвывание турками их коренного греческого населения, многие представители которого были задействованы в морском деле. Кроме этого, ужесточение условий деятельности иностранных компаний в Румынии положили начало исходу греческих судоходных компаний из этой страны и с Дуная.
Все эти геополитические перемены привели к большему интересу греческих судовладельцев к рынкам Великобритании, Италии и Южной Америки. Возросло число и роль офисов греческих судоходных компаний в Лондоне. С середины 1921 года стоимость судов стала стремительно падать, в результате чего многие суда купленные или построенные после окончания Первой мировой войны потеряли до 90 % своей первоначальной стоимости. Многие греческие судовладельцы обанкротились. Другие выплачивали компенсации верфям за отмену заказов. Из 15 млн золотых британских фунтов потраченных на покупку или строительство судов, безвозвратно были утеряны 12 млн. В выигрыше оказались судовладельцы не решившиеся инвестировать в судоходство сразу после окончания войны и дождавшиеся лучших времён.
Землетрясение в Токио 1 сентября 1923 года ознаменовало начало роста цен на фрахтовом рынке. Инвестируя в покупку судов со «вторых рук», греческие судовладельцы начали постепенно увеличивать число своих судов. В 1925 году греческий торговый флот, впервые превзошёл в числах (но не в качестве) довоенный флот.
Качественный рывок произошёл в период 1927—1930 годов, когда после получения новых построенных судов, средний возраст судов греческого торгового флота значительно уменьшился.
К началу Второй мировой войны и пережив международный экономический кризис, греческий торговый флот вышел на четвёртое место в мире.